# Список претендентов на премию «Оскар» за лучший фильм на иностранном языке от Боснии и Герцеговины

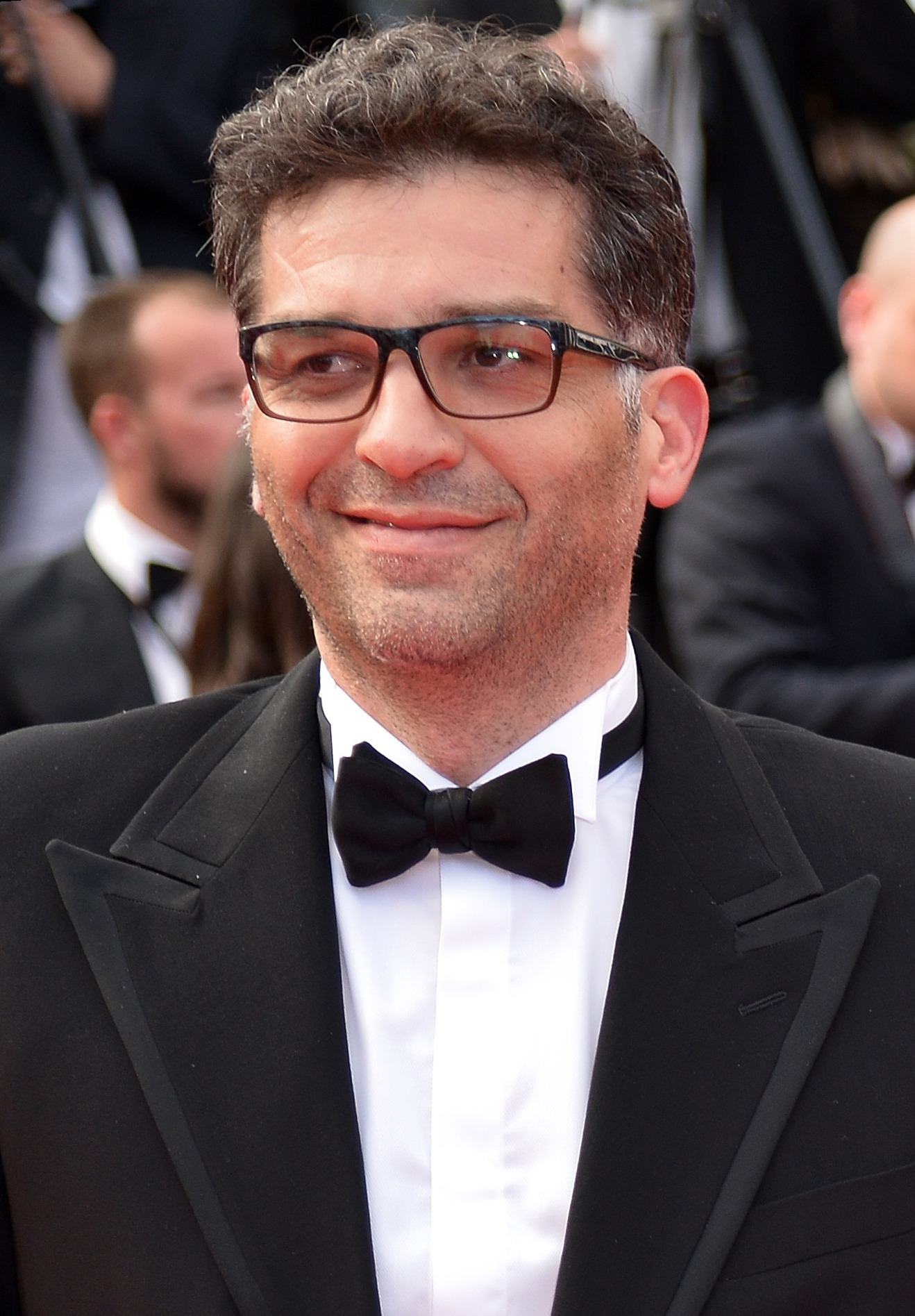
Данис Танович, режиссёр «Ничьей земли» — единственного боснийского фильма, заслужившего «Оскар» за лучший фильм на иностранном языке.

Категория премии Американской академии кинематографических искусств и наук («Оскара») «за лучший фильм на иностранном языке» предназначена для награждения полнометражных фильмов, произведенных вне юрисдикции США и с преимущественно неанглийским языком или языками диалога. В качестве конкурсной «премии за заслуги» впервые появилась на 29 церемонии премии «Оскар», состоявшейся в 1957 году. Ранее, в 1948—1956 годах, иноязычные фильмы 8 раз награждались «почётным/специальным „Оскаром“». Награда вручается режиссёру, а официальным победителем является страна, фильм которой одержал победу.
Босния и Герцеговина 16 раз подавала заявку на «Оскар» за лучший фильм на иностранном языке; один фильм, «Ничья земля» Даниса Тановича, был номинирован на премию и выиграл её на 74-й церемонии награждения. Впоследствии было выдвинуто ещё три фильма Тановича, но ни один из них «Оскара» не получил.
До обретения независимости Боснии и Герцеговины в 1991 году, множество боснийских актёров и режиссёров работали над фильмами, представляющими Югославию на премии «Оскар» за лучший фильм на иностранном языке.
Босния обычно составляет список из трёх претендентов, прежде чем объявить официального кандидата. Фильм «Небо над горизонтом» попал в списки дважды (его дата выхода была перенесена), но оба раза он не был выбран.

## Список фильмов
| Год (Церемония) | Русское название                | Боснийское название             | Английское название                      | Режиссёр         | Результат       |
| --------------- | ------------------------------- | ------------------------------- | ---------------------------------------- | ---------------- | --------------- |
| 1994: (67.)     | Переходный возраст              | Magareće godine                 | The Awkward Age                          | Ненад Диздаревич | Не номинирован  |
| 2001: (74.)     | Ничья земля                     | Ničija zemlja                   | No Man’s Land                            | Данис Танович    | Получил «Оскар» |
| 2003: (76.)     | Бикфордов шнур                  | Gori vatra                      | Fuse                                     | Пьер Жалица      | Не номинирован  |
| 2004: (77.)     | Дни и часы                      | Kod amidže Idriza               | Days and Hours                           | Пьер Жалица      | Не номинирован  |
| 2005: (78.)     | Совершенно лично                | Sasvim lično                    | Totally Personal                         | Неджад Бегович   | Не номинирован  |
| 2006: (79.)     | Грбавица                        | Grbavica                        | Grbavica: The Land of My Dreams          | Ясмила Жбанич    | Не номинирован  |
| 2007: (80.)     | Трудно быть хорошим             | Teško je biti fin               | It’s Hard to be Nice                     | Срджан Вулетич   | Не номинирован  |
| 2008: (81.)     | Снег                            | Snijeg                          | Snow                                     | Айда Бегич       | Не номинирован  |
| 2009: (82.)     | Ночная стража                   | Čuvari noći                     | Night Guards                             | Намик Кабил      | Не номинирован  |
| 2010: (83.)     | Цирк «Колумбия»                 | Cirkus Columbia                 | Cirkus Columbia                          | Данис Танович    | Не номинирован  |
| 2011: (84.)     | Бельведере                      | Belvedere                       | Belvedere                                | Ахмед Имамович   | Не номинирован  |
| 2012: (86.)     | Дети Сараево                    | Djeca                           | Children of Sarajevo                     | Айда Бегич       | Не номинирован  |
| 2013: (86.)     | Случай из жизни сборщика железа | Epizoda u životu berača željeza | An Episode in the Life of an Iron Picker | Данис Танович    | Не номинирован  |
| 2014: (87.)     | С мамой                         | Sa mamom                        | With Mum                                 | Фарук Лончаревич | Не номинирован  |
| 2015: (88.)     | Наша повседневняя жизнь         | Naša svakodnevna priča          | Our Everyday Life                        | Инес Танович     | Не номинирован  |
| 2016: (89.)     | Смерть в Сараево                | Smrt u Sarajevu                 | Death in Sarajevo                        | Данис Танович    | Не номинирован  |
| 2017: (90.)     | Мужчины не плачут               | Muškarci ne plaču               | Men Don't Cry                            | Алёна Дрльевица  | Не номинирован  |
| 2018: (91.)     | Будь всегда со мной             | Beni Bırakmau                   | Never Leave Me                           | Аида Бегич       | Не номинирован  |
| 2019: (92.)     | Сын                             | Sin                             | The Son                                  | Инес Танович     | Не номинирован  |
| 2020: (93.)     | Куда ты идёшь, Аида?            | Quo Vadis, Aida?                | Quo Vadis, Aida?                         | Ясмила Жбанич    | Номинирован     |

## Комментарии
1. ↑  Использовалось во время номинации.